# أخريك تسفيبا
أخريك تسفيبا (الروسية: Цвейба, Ахрик Сократович) ولد 10 سبتمبر 1966 في الاتحاد السوفيتي، هو لاعب كرة قدم روسي دولي سابق كان يلعب كمدافع. سبق له أن لعب في كأس العالم لكرة القدم مع منتخب بلاده.

## المسيرة الاحترافية

### أندية لعب لها
- نادي دينامو تبليسي
- نادي دينامو كييف
- كينغداو جونون
- نادي غامبا أوساكا
- أورالان إليستا
- دينامو موسكو

## وصلات خارجية
- أخريك تسفيبا على موقع الاتحاد الدولي (مؤرشف)  (الإنجليزية)
- أخريك تسفيبا على موقع اتحاد أوكرانيا (الإنجليزية)
- أخريك تسفيبا على موقع رابطة كرة القدم اليابانية للمحترفين (اليابانية)
- أخريك تسفيبا على موقع قاعدة بيانات كرة القدم.إي يو (الإنجليزية)
- أخريك تسفيبا على موقع ناشيونال فوتبول تيمز (الإنجليزية)
- أخريك تسفيبا على موقع Soccerway.com (الإنجليزية)
- أخريك تسفيبا على موقع عالم كرة القدم.نت (الإنجليزية)